# Dansk Adelsforbund
Dansk Adelsforbund är en tidigare organisation för dansk adel, som 1984 gick upp i Dansk Adelsforening. Förbundet bildades 1908 på initiativ av baron Christopher Zytphen-Adeler (1851-1915) med uppgift att "höja adelsståndet", och var en understödsförening med tillgång till fondmedel, som dessutom spred kännedom om adeln. Ledningen utövades av en styrelse av 25 medlemmar, och understödsarbetet uträttades av styrelsens ordförande och fyra av dess medlemmar. Förbundet utgav Dansk adelsblad.